# Palliduphantes cadiziensis
Palliduphantes cadiziensis es una especie de araña tejedora de sábana perteneciente al género Palliduphantes, categorizada en el grupo Araneomorphae, orden Araneae.
Fue descrita por Jörg Wunderlich en 1980. La especie aparece registrada y publicada en una sección de Linyphiidae aus Süd-Europa und Nord-Afrika (Arachn.: Araneae). Verhandlungen des Naturwissenschaftlichen Vereins in Hamburg (NF) 23: 319-337 de 1980.
La longitud del cuerpo del macho mide 1,6-1,9 mm y el de la hembra 2,1-3,5 mm. Las patas de la especie suelen ser de color amarillo o naranja.

## Distribución
Se distribuye por Europa, en Portugal, España y Gibraltar y en África, en Marruecos.